# Olgaorden

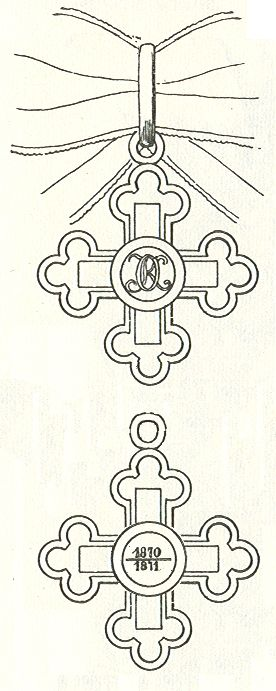
Ordens ordenstecken.

Olgaorden (tyska: Olga-Orden) var en riddarorden i Württemberg instiftad den 27 juni 1871 av kung Karl I. Orden är uppkallad efter kungens gemål, Olga. Dess främsta syfte var att hedra kvinnor som vårdade sårade soldater i det fransk-tyska kriget 1870-1871. Den har tilldelats några män, men förblev i stort sett en kvinnlig orden.